# 5-я Московская гимназия
5-я Моско́вская гимна́зия — московская гимназия, в которой учились Иван Ильин, Владимир Маяковский, Борис Пастернак, Василий Маклаков и многие другие известные люди России.
Гимназия была сформирована из группы параллельных классов 1-й гимназии: из 18 её классов в 1865 году отделились семь, которые составили отдельную самостоятельную 5-ю гимназию, — с особым педагогическим советом и особой инспекцией, но под управлением директора 1-й гимназии. В 1865 году в 1-й гимназии было 637 учащихся, а с открытием 5-й гимназии упало до 366 человек.
Директором 5-й гимназии был Михаил Афанасьевич Малиновский; инспектором — учитель географии Фёдор Фёдорович Миллер; преподавателем русского языка — Фёдор Александрович Гиляров.
Первоначально гимназии фактически сосуществовали в одном помещении (на Волхонке); реальное отделение 5-й гимназии произошло только в 1870 году; с 1 июля директором гимназии был назначен действительный статский советник Никита Осипович Эмин.
Один из учеников вспоминал:

О гимназии у меня сохранились наилучшие воспоминания. <…> В гимназии царил порядок и дисциплина, но ученики не были запуганы, а педагоги, большею частью, были гуманные, доброжелательные…
— Кареев Н. И. Прожитое и пережитое. — Л.: Изд-во ЛГУ, 1990. — С. 97
В 1876 году директором был назначен В. П. Басов; с 1887 года — А. Н. Шварц; с 1897 года — А. В. Адольф.
Располагалась гимназия в доме князя Гагарина, на углу Поварской и Большой Молчановки. В 1920-х годах в этом здании была открыта школа № 91.